# Òscar Garcia i Junyent
Òscar Garcia i Junyent (Sabadell, 26 d'abril de 1973) és un exfutbolista professional català, i actualment entrenador de futbol.

## Biografia

### Etapa de blaugrana
Va ser un dels jugadors del planter del Barça dels anomenats de la "lleva del mini", el gran dels tres germans futbolistes de la nissaga Garcia Junyent. Òscar, Roger i Genís van coincidir en els equips inferiors del FC Barcelona, però en Genís no va arribar mai al primer equip i va acabar jugant a equips de la 2a divisió B, com el CE Sabadell; En Roger, el petit va jugar al Barça, Espanyol, Vila-real i l'Ajax neerlandès, mentrestant el germà gran ha jugat al Barça, València, Espanyol i Lleida (2a divisió).
Johan Cruyff el va fer pujar per al primer equip, però posteriorment va ser cedit l'Albacete Balompié on va apuntar bones maneres a l'inici de temporada amb un gran gol al Reial Madrid, però el seu rendiment va baixar i a mitja temporada va perdre la titularitat. Un cop tornat al Barça va ser el màxim golejador de l'equip aquella temporada 95-96, bàsicament sortint a les segones parts. Amb Bobby Robson tampoc aconsegueix la titularitat i amb Louis Van Gaal va tenir diversos enfrontaments, sent el més famós el que acabà amb la seva expulsió a un entrenament, finalment va ser traspassat al València CF ja que no acceptava la suplència.

### Etapa valencianista
Amb l'equip valencià tampoc va lluir en la temporada que hi va militar. Va arribar amb l'etiqueta de gran jugador que li van donar els mitjans catalans i va marxar per la porta del darrere, 28 partits de suplent i 9 de titular, donant la raó a Van Gaal. Va ser convocat a la final de la Champions contra el Reial Madrid, però Hèctor Cúper el va tenir assegut a la banqueta els 90 minuts, malgrat que anava perdent i encara li quedaven canvis per fer. Finalment va fitxar per l'Espanyol que va pagar 600 milions per ell i suposà la seva pitjor etapa

### Etapa perica
L'etapa perica de l'Òscar va tornar a ser el de sempre, banqueta i afegint molts partits fora de la convocatòria. L'entrenador Paco Flores no el va demanar, però tampoc amb els atres entrenadors va jugar, el jugador fins i tot va dir que hi havia una ma negra que no volia que triomfés. L'any 2002 el club el deixa sense dorsal, però finalment els capitans de l'equip hi van intercedir i li donaren el número "2". Finalment, va arribar al seu últim destí, la 2a divisió amb l'equip de la terra ferma.

### Etapa lleidatana
Va arribar a la UE Lleida amb moltes esperances, un jugador suplent i decadent, però de la qualitat de l'Òscar aniria molt bé, però altre cop va topar amb l'entrenador Miguel Rubio, que també el deixà a la banqueta, fins que finalment en acabar la temporada no va renovar contracte i després d'escoltar suposades ofertes d'equips de primera, segona divisió i fins i tot d'equips estrangers l'Òscar es va acabar retirant.

### Selecció espanyola
Òscar va tenir un paper destacat en pràcticament totes les categories inferiors de la selecció espanyola: la sub-16, la sub-18, la sub-19, la sub-20 i la sub-21, de la qual va ser el màxim golejador històric, amb 12 gols en 24 partits, actualment ocupa el cinquè lloc. Va participar en el Mundial Juvenil de 1991 (arribant als quarts de final), en les Eurocopes Sub-21 de 1994 (tercer lloc) i 1996 (subcampió) i en els Jocs Olímpics d'Atlanta el 1996, on va ser el màxim golejador del conjunt espanyol, amb dos gols en quatre partits. Malgrat el seu bon nivell, ni Javier Clemente ni José Antonio Camacho el van cridar per l'absoluta.

### Selecció catalana
L'Òscar no va arribar mai a ser convocat per la selecció absoluta espanyola però sí per la selecció catalana on mostrava un bon nivell en temps difícils a causa de la seva suplència eterna i li servia per reivindicar-se. És autor de diversos gols, com per exemple els dos que li va marcar a la selecció de Nigèria.

### Etapa d'entrenador
A les darreries de 2009 es va incorporar a l'staff tècnic de Johan Cruyff com a entrenador assistent de la selecció catalana de futbol
Entre el 2010 i 2012 va entrenar categories inferiors del FC Barcelona i també la selecció catalana sub-18. El juny de 2012 va ser fitxat pel Maccabi Tel Aviv FC de la lliga israeliana de futbol per portar el primer equip, tasca que va desenvolupar fins al maig de 2013, quan després de fer campió el club per primer cop en deu anys, va renunciar al càrrec, adduint raons personals.
El 26 de juny de 2013, Óscar fou nomenat entrenador del club de la Football League Championship Brighton & Hove Albion FC. Hi va obtenir la primera victòria el 17 d'agost, 1–0 contra el Birmingham City FC. El 12 de maig de 2014, després que el Brighton fos eliminat pel Derby County FC a les semifinals del play-off de la Football League Championship, va oferir la seva dimissió, que fou acceptada pel club.
El 2 de juny de 2014 García retornà al Maccabi amb un contracte de dos anys, però va deixar el club el 26 d'agost a causa d'la tensió a la zona. Tres mesos després va anar a entrenar el Watford FC, substituint Giuseppe Sannino. El 15 de setembre de 2014 García fou ingressat a l'hospital amb dolors al pit, cosa que li va fer perdre's el partit del Watford contra el Blackpool FC, cosa que va fer que Garcia renunciés al càrrec el 29 de setembre a causa de problemes de salut.
El desembre de 2015, un cop recuperat dels problemes de salut que el van obligar a deixar la banqueta del Watford, Òscar Garcia negociava el seu fitxatge pel conjunt austríac del Red Bull Salzburg, on es convertiria en el substitut de l'alemany Thomas Letsch. Va aconseguir guanyar dues Bundesligas i dues Copes d'Àustria en un any i mig en la banqueta de l'equip austríac.
El 15 de juny de 2017, va signar com a nou entrenador de l'AS Saint-Étienne. Va completar un inici molt prometedor al comandament del conjunt francès, ja que va guanyar els seus tres primers partits de la Lliga 2017-18; encara que després va entrar en una mala ratxa de resultats, l'últim dels quals va ser una dolorosa derrota per 0-5 davant el Olympique de Lió en el Derby du Rhône. El 15 de novembre de 2017, va dimitir com a entrenador del conjunt de l'Alvèrnia-Ródano-Alps per discrepàncies amb els seus dirigents, deixant a l'equip com a 6è classificat després de 12 jornades de la Lliga

El 5 de gener de 2018, l'Olympiakos confirma la seva arribada com a nou tècnic fins a 2019. Tres mesos després, el 3 d'abril, va presentar la dimissió arran d'un incident en el qual va ser agredit amb un paper higiènic
Òscar va tenir la primera experiència com a entrenador a Espanya el 2019, quan va substituir Fran Escribá al RC Celta de Vigo, que era tercer per la cua a la classificació. L'equip es va mantenir el darrer dia de la temporada, quan el CD Leganés no va poder guanyar-lo.
El 9 de novembre de 2020, després de només nou partits de la nova temporada, Òscar fou cessat.

### Comentarista
Òscar va ser fitxat per Catalunya Ràdio el 2007 per comentar els partits del Reial Madrid, juntament amb el líder del grup infantil Parchís Tino Fernández. També ha treballat a Barça TV, Mundo Deportivo, COPE o a Movistar TV.

### Curiositats
La seva popularitat juntament amb la del seu germà va fer crear el "Club d´amics dels germans Garcia Junyent" que tingué 500 seguidors a la seva etapa del Barça, continuà després amb els altres equips
El dorsal que més li agradava era el 6, va haver d´esperar a la marxa de Bakero per agafar-lo
Al vestidor se li coneixia com a "Chips" per la seva mania de menjar patates fregides, "El noi de la banqueta" o "Gran reserva" per la seva capacitat de resoldre partits a les segones parts
Els tres germans feien teatre juvenil, "Oliver Twist" va ser la darrera que van fer
Ocupa el lloc 73 de jugadors amb més partits com a suplent a data de 15 de setembre de 2019